# Буряков, Владимир Анатольевич
Владимир Анатольевич Буряков (род. 13 января 1955) — советский легкоатлет, специалист по многоборьям. Выступал на всесоюзном уровне в 1973—1983 годах, чемпион Европы среди юниоров, призёр чемпионатов СССР, турниров международного значения, участник чемпионата Европы в Праге. Представлял Ростов-на-Дону, спортивное общество «Буревестник» и Вооружённые силы. Мастер спорта СССР международного класса. Тренер по лёгкой атлетике, преподаватель РГУПС.

## Биография
Владимир Буряков родился 13 января 1955 года. Занимался лёгкой атлетикой в Ростове-на-Дону, выступал за добровольное спортивное общество «Буревестник» и Советскую Армию.
Первого серьёзного успеха на международном уровне добился в сезоне 1973 года, когда вошёл в состав советской сборной и выступил на юниорском европейском первенстве в Дуйсбурге, где в зачёте десятиборья превзошёл всех соперников и завоевал золотую медаль.
В 1974 году с результатом в 7606 очков одержал победу на соревнованиях в американском Остине.
В 1975 году выиграл домашний турнир в Ростове-на-Дону, набрав в сумме 7898 очков. Будучи студентом, представлял Советский Союз на Всемирной Универсиаде в Риме — здесь показал результат в 7099 очков, расположившись в итоговом протоколе на шестой строке.
В мае 1976 года стал четвёртым на турнире в Сочи (7758).
В августе 1977 года закрыл десятку сильнейших в американском Блумингтоне (7557).
В 1978 году выиграл бронзовую медаль в семиборье на чемпионате СССР в помещении в Харькове. В десятиборье был вторым на всесоюзных соревнованиях в Одессе, пятым на международном турнире в Дрездене, четвёртым в матчевой встрече с многоборцами США в Донецке (взял бронзу разыгрывавшегося здесь чемпионата СССР). Благодаря череде успешных выступлений удостоился права защищать честь страны на чемпионате Европы в Праге, где с результатом в 7670 очков занял итоговое 12-е место.
В 1979 году стал вторым в полуфинале Кубка Европы по многоборьям в Будапеште, четвёртым на международном турнире в канадском Квебеке, был лучшим на чемпионате военнослужащих социалистических стран в Потсдаме.
В июне 1980 года на международном турнире в Потсдаме установил свой личный рекорд в десятиборье — 8108 очков.
В июне 1981 года закрыл десятку сильнейших на соревнованиях в Ленинграде (7572).
В августе 1982 года был десятым на чемпионате СССР в Москве (7910).
В августе 1983 года выиграл бронзовую медаль на всесоюзном старте в Киеве (7746).
За выдающиеся спортивные достижения удостоен почётного звания «Мастер спорта СССР международного класса».
Впоследствии работал тренером по лёгкой атлетике в Ростове-на-Дону, преподавал в Ростовском государственном университете путей сообщения, автор ряда научных статей и методических пособий спортивной тематики.